# James Abbe
James Abbe (* 17. Juli 1883 in Alfred, Maine; † 1. November 1973 in San Francisco) war ein amerikanischer Fotojournalist und Radiomoderator. Berühmtheit erlangte er dadurch, dass er in den 1930er-Jahren praktisch alle damaligen Diktatoren – Hitler, Stalin, Franco und Mussolini – porträtierte.

## Leben
Abbe wuchs in Virginia auf. Mit 15 Jahren begann er zu fotografieren; über seine Ausbildung ist aber wenig bekannt. Im Jahr 1910 erhielt er seine erste feste Anstellung als Bildberichterstatter bei der Washington Post. Er ging etwa 1918/19 in das Hollywood der Stummfilmära und später nach New York City, wo er sich einen Namen als Fotograf machen wollte. Abbildungen berühmter Persönlichkeiten und Bildreportagen aus der Film- und Theaterwelt wurden seine Spezialität.
Schnell gelang es ihm, zu den international bedeutendsten Fotojournalisten aufzusteigen. Damit bekam er auch Aufträge, die ihn von Bühne und Film weg und mehr zur Politik führten. Ab 1923 wurde er in Europa eingesetzt, weswegen er zuerst nach Paris und im Jahr 1927 nach Berlin zog. Von diesen Fixpunkten aus war er als Fotograf und Reporter mit europäischem Wirkungskreis für diverse bekannte Zeitschriften tätig.
Im Jahr 1936 verließ er Berlin, kehrte zurück nach Amerika und beendete ein Jahr später seine Karriere als Fotograf. Er blieb jedoch dem Journalismus treu und kommentierte als Radiomoderator und später als einer der ersten Fernseh-Moderatoren Amerikas das Weltgeschehen bis in die 1960er Jahre. Im Alter von 80 Jahren setzte er sich zur Ruhe.
Abbe war verheiratet und hatte drei Kinder.

## Werk
Abbes journalistisches Lebenswerk lässt sich in drei Phasen gliedern, deren erste zwei seine Bekanntheit als Fotograf begründen.
In seiner ersten Schaffensphase in Amerika widmete Abbe sich auch fotografisch seiner Leidenschaft, dem Film, dem Theater und dem Tanz. In seinen ersten Reportagen zeigte er sowohl die großen Stars als auch die heute längst vergessenen Sternchen Hollywoods bei Filmaufnahmen und die Größen des Broadway in New York, auf oder – lieber und oft gelungener noch – hinter den Bühnen. Abbe soll attraktiv, kontaktfreudig und lebenslustig gewesen sein, was sicher dazu beitrug, dass seine Arbeit ihn ein Quäntchen erfolgreicher machte als die Konkurrenz. Seine Bilder von Charlie Chaplin bei den Dreharbeiten zu The Kid, von Fred Astaire, Josephine Baker, Mae West und Rudolph Valentino wurden so bekannt, dass sie zu Ikonen der modernen Bildwelt avancierten. Die unbekleidet am Ofen sitzende Bessie Love fotografierte er 1928 in seinem Pariser Studio.
Es herrschten die sorglosen „goldenen“ 20er-Jahre, auflagenstarke Magazine wie Vogue, Harper’s Bazaar und Vanity Fair konnten mit seiner Hilfe ihre bildbegeisterte Leserschaft bestens bedienen. Für einen exzellenten Fotojournalisten dieser Zeit wie Abbe galt es, für seine Auftraggeber fremde Wirklichkeiten aufzusuchen und Exotisches für den Leser aufzuspüren. Daher führten ihn seine Aufträge geografisch bald über die USA und thematisch über die Atmosphäre des Glamour hinaus.
Auch als er später als politischer Journalist in Paris, Berlin oder Moskau tätig war, verlor er das Interesse am Umfeld von Theater, Film und Kunst nie. So porträtierte er, als er nach Moskau geschickt wurde, auch russische Künstler wie z. B. den Filmregisseur Sergej Eisenstein. In Paris zeigte er seinen Lesern, wie es vor und hinter den Kulissen der freizügigsten Revuetheater der damaligen Zeit, z. B. des bekannten Folies Bergère zuging. In Deutschland fertigte er auch – weniger bekannte und erst in neuerer Zeit wieder für die Öffentlichkeit entdeckte und sehr bemerkenswerte – Porträts von Thomas Mann an, der den Ruf hatte, ein für jeden Fotografen schwer zugängliches, geradezu sperriges Modell zu sein.
Ab 1925 kann man Abbes zweite Schaffensphase als politischer Journalist ansetzen. Nach Reportagen in Kuba und Mexiko, wo er Bilder der Mexikanischen Revolution nach Hause brachte, ging er – bemerkenswerterweise zusammen mit seiner Familie – dauerhaft nach Europa und avancierte mit seinen Fotoreportagen zum Chronisten der dortigen politischen Umwälzungen. Überwiegend „bewaffnet“ mit einer Kodak Faltkamera, dokumentierte er als „rasender Reporter“ (ein damals geprägter Begriff) unter anderem die Schauplätze des Spanischen Bürgerkriegs, Aspekte des kulturellen Lebens der Sowjetunion, besonders das Moskau der Stalin-Ära und die letzten Jahre der Weimarer Republik. Abbe galt in den 20er- und 30er-Jahren als einer der international bedeutendsten Fotografen und Fotojournalisten, der den Vergleich mit heutzutage bekannteren Größen wie Alfred Eisenstaedt, Erich Salomon, Umbo oder Felix H. Man nicht scheuen musste.
In seinen schwierigsten Aufträgen näherte sich James Abbe unbekümmert und besessen den Diktatoren Europas – Hitler, Mussolini, Franco; auch andere politische Größen wie Reichskanzler Franz von Papen und Hermann Göring als Reichsminister lichtete er ab.
Im Jahr 1932 bekam James Abbe als einziger Amerikaner die exklusive Erlaubnis, Stalin im Kreml zu fotografieren, um der Welt dessen Wohlergehen glaubhaft vorzuführen. In der deutschen Presse wurde kolportiert, Stalin sei krank und hätte gar von Geburt an eine gelähmte Hand. Dieses Gerücht könne glaubwürdig nur durch einen nicht von der Propaganda gesteuerten sowjetischen, also am besten durch einen amerikanischen Journalisten aus der Welt geräumt werden – Abbe, der auf dem Höhepunkt seiner Karriere war, bekam mit dieser geschickten Argumentation den Auftrag. Er durfte für 20 Minuten in das Allerheiligste des Kreml, Stalins Arbeitszimmer, dessen genaue Lage niemand wissen durfte, und meisterte seine Aufgabe mit Bravour – im Sinne seiner Auftraggeber und wohl auch im Sinne Stalins.
1934 erschien sein Buch I Photograph Russia über seine Erlebnisse in Russland. Dieses Werk enthält um die 80 Fotos von James Abbe.
Das weltberühmte Ergebnis, ein Porträt des gut aufgelegten, kraftvoll wirkenden Stalin unter dem Bildnis von Karl Marx kann man mit dem Abstand der heutigen historischen Sicht als gefällig und un distanziert kritiklos bewerten. Die Leistung, ein einmaliges Zeitdokument geschaffen zu haben, hebt Abbe von der Masse seiner Konkurrenten ab und in die Rolle des unvergessenen Chronisten.
Die Porträts von Stalin erschienen auf der Titelseite der New York Times. Abbes Aufnahmen aus dieser Zeit wurden international veröffentlicht: in Vogue und Vanity Fair, in Vu und dem London Magazine. Im Deutschland der späten Weimarer Ära illustrierten seine Bilder Reportagen der in der damaligen Welt-Pressestadt Berlin angesiedelten Zeitschriften „Die Dame“, „Uhu“ und der „Berliner Illustrirten Zeitung“.
Für die dritte Schaffensphase wechselte Abbe, der ein Vollblutjournalist war, das Medium. Nach seiner Rückkehr aus Europa 1937 (andere Quellen nennen 1939) gab er die Fotografie auf, blieb aber in der Branche und arbeitete fortan im Funk weiter. Zuerst wurde er im Radio aktiv, wo er eine eigene Sendung James Abbe Observes erhielt. Später etablierte er sich mit einer eigenen Sendung für das gerade sich zum Massenmedium entwickelnde Fernsehen. Erst als er 80 Jahre alt wurde, beendete James Abbe seine Karriere als Journalist.

## Bedeutung und Wirkung
Abbe setzte in etwa zwei äußerst produktiven Jahrzehnten neue Maßstäbe für die Bildberichterstattung seiner Zeit und für die Geschichte der Fotografie insgesamt. Obwohl er zu einem der bedeutendsten internationalen Bildjournalisten der 1920er-Jahre zählte, sind Leben und Werk von James Abbe heute fast in Vergessenheit geraten.
Erst um den Jahreswechsel 2004/2005 wurde James Abbe vom Kölner Museum Ludwig, erstmals in Deutschland in einer Einzelausstellung, als einer der bedeutendsten Photojournalisten des 20. Jahrhunderts gewürdigt. „Shooting Stalin“, so der Titel der Ausstellung, zeigte einen umfassenden Einblick in das bewegte Leben dieses Bildjournalisten.
Neben dem fotografischen Œuvre sind auch Aufzeichnungen seiner Radioreportagen erhalten geblieben und in der Ausstellung vorgeführt worden.